# Крайнц, Лука
Лука Крайнц (словен. Luka Krajnc; родился 19 сентября 1994 года в городе Птуй, Югославия) — словенский футболист, защитник клуба «Марибор». Выступал за сборную Словении.

## Клубная карьера
Крайнц — воспитанник клуба «Марибор». В 2011 году итальянский клуб «Дженоа» выкупил права на защитника за 800 тыс. евро, но оставил Луку в «Мариборе» на правах аренды. 29 мая 2011 года в матче против «Домжале» он дебютировал в чемпионате Словении, в возрасте 16 лет и стал самым молодым дебютантом клуба за всю его историю. В том же сезоне Крайнц стал чемпионом страны. После окончания аренды он вернулся в Италию. 27 октября 2012 года в матче против «Милана» Лука дебютировал в итальянской Серии А.
В 2013 году для получения игровой практики Крайнц перешёл в «Чезену». 26 августа в матче против «Варезе» он дебютировал в Серии B. 22 февраля 2014 года в поединке против «Карпи» Лука забил свой первый гол за «Чезену».
Летом 2015 года Крайнц перешёл в «Кальяри». 3 октября в матче против «Пескары» он дебютировал за новую команду. В 2016 году Лука помог клубу выйти в элиту. Летом того же года Крайнц на правах аренды перешёл в «Сампдорию». 30 ноября в матче Кубка Италии против своего предыдущего клуба «Кальяри» он дебютировал за новую команду. В начале 2017 года Лука на правах аренды присоединился к «Фрозиноне». 21 января в матче против «Виртус Энтелла» он дебютировал за новый клуб.

## Международная карьера
30 марта 2015 года в товарищеском матче против сборной Катара Крайнц дебютировал за сборную Словении.